# Conrad von Studt

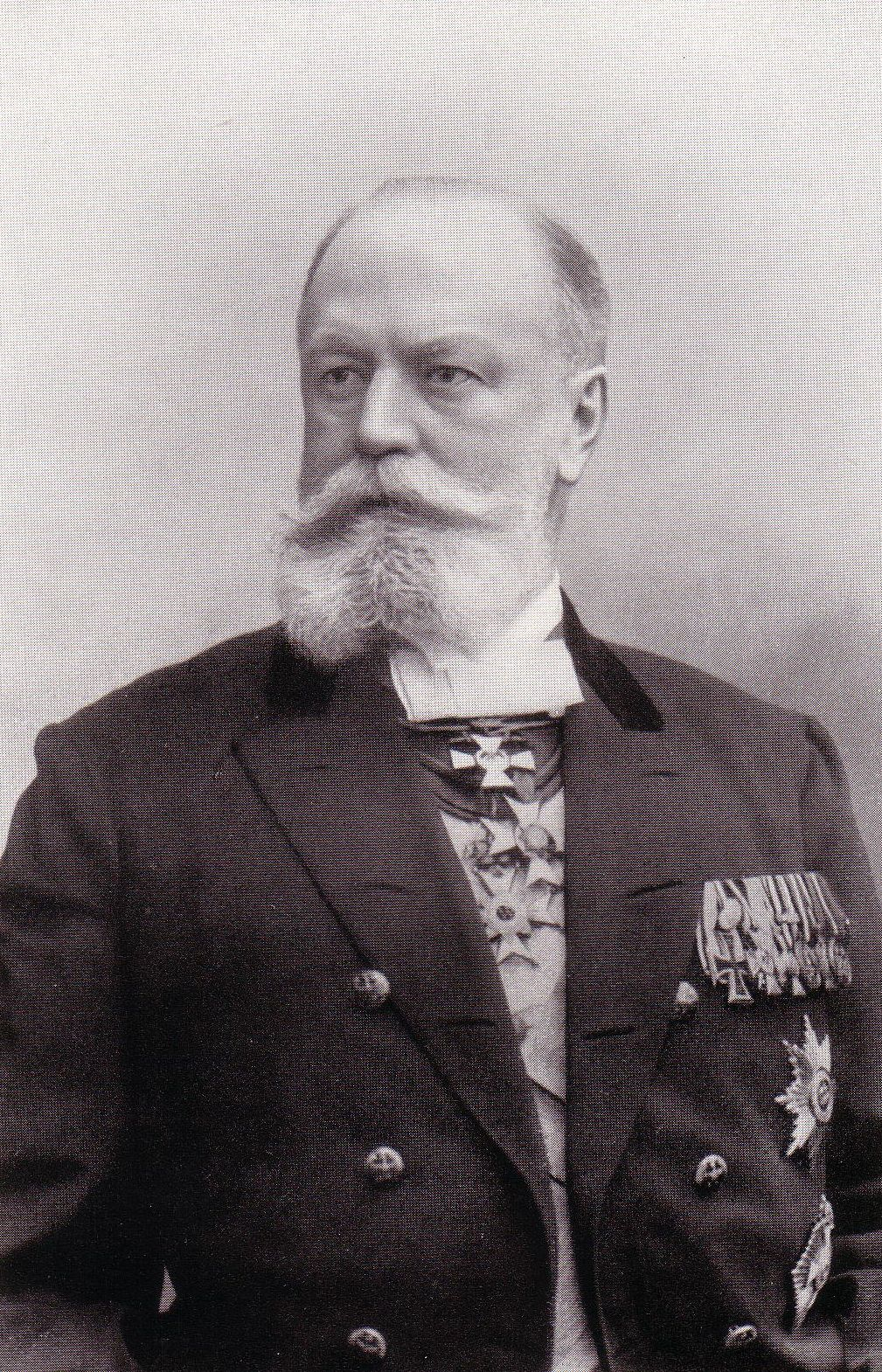
Konrad von Studt

Heinrich Conrad Studt, seit 1906 von Studt, (* 5. Oktober 1838 in Schweidnitz, Niederschlesien; † 29. Oktober 1921 in Berlin) war ein deutscher Verwaltungsjurist und Ministerialbeamter im Königreich Preußen. Zuletzt war er von 1899 bis 1907 preußischer Kultusminister.

## Leben

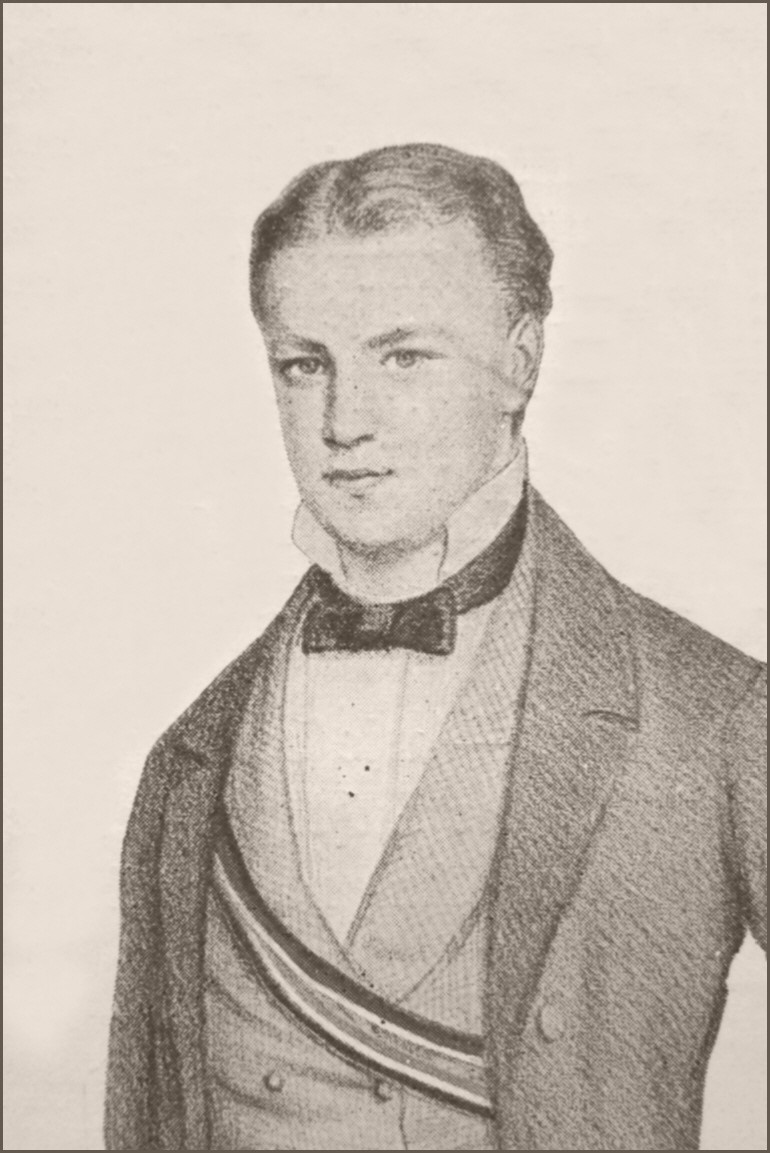
Conrad Studt als Corpsstudent

Als Sohn eines Rechtsanwalts studierte Studt an der Rheinischen Friedrich-Wilhelms-Universität Bonn und der Schlesischen Friedrich-Wilhelms-Universität sechs Semester Rechts- und Staatswissenschaften. Er war Angehöriger der Corps Borussia Breslau (1856) und Saxonia Bonn (1857). Als Reserveoffizier im 3. Niederschlesischen Infanterie-Regiment Nr. 50 kämpfte er in allen drei deutschen Einigungskriegen. Als Sekondeleutnant im Deutschen Krieg erhielt er für seine Tapferkeit in Böhmen den Roten Adlerorden IV. Klasse mit Schwertern.
Studt trat nach dem Studium am Kreisgericht seiner Heimatstadt Schweidnitz in den preußischen Justizdienst. Im Mai 1867 wechselte er als Landrat des Kreises Obornik (Provinz Posen) in die innere Verwaltung. Dort heiratete er die Tochter des Oborniker Rittergutsbesitzers Witte. Als er 1876 nach neun Jahren ausschied, schenkten ihm die dankbaren deutsch-polnischen Bewohner seines Kreises einen silbernen Tafelaufsatz. Danach im preußischen Innenministerium, arbeitete er als Hilfsarbeiter und Abteilungsleiter viele Gesetzesvorlagen aus. 1882 kehrte er als Regierungspräsident des Regierungsbezirks Königsberg in den praktischen Verwaltungsdienst zurück. Danach war er von 1887 bis 1889 Unterstaatssekretär im Ministerium für das Reichsland Elsass-Lothringen unter dem Statthalter Fürst Chlodwig zu Hohenlohe-Schillingsfürst.
Nachdem er ab 1889 zehn Jahre Oberpräsident der Provinz Westfalen gewesen war, berief ihn Kaiser Wilhelm II. 1899 als Minister des Preußischen Ministeriums der geistlichen-, Unterrichts- und Medizinalangelegenheiten. Studt kümmerte sich besonders um die Konfessionsschulen und regte die Einrichtung Technischer Hochschulen in den östlichen Provinzen Preußens an. 1907 verließ der das Ministerium und wurde in das Preußische Herrenhaus berufen.

## Einschätzung
Carl Fürstenberg behauptete in seinen Lebenserinnerungen, Studt sei Kaiser Wilhelm I. wie aus dem Gesicht geschnitten gewesen. Diese vielleicht nicht grundlose Bemerkung über eine illegitime Abkunft von den Hohenzollern mag auf Klatsch und Gerüchten beruhen; denn aus den überlieferten Personalakten geht nichts dergleichen hervor. Studt wurde keineswegs von König Wilhelm I. protegiert, sondern arbeitete sich als Bürgerlicher durch eigene Leistung auf hohe Stellen im preußischen Staatsapparat empor.
Fürst Hohenlohe-Schillingsfürst charakterisierte Studt in einem Brief an Fürst Philipp zu Eulenburg vom 2. Dezember 1895 wie folgt: „Ein vortrefflicher Beamter, aber kein Staatsmann und (ein) mäßiger Redner.“ Conrad von Studts einzige Tochter Martha (1869–1926) heiratete den preußischen Offizier und späteren Generalleutnant Paul von Drabich-Waechter.
Konrad von Studt war ein typischer Vertreter des Hakatismus. 1896 forderte er in einer Denkschrift für die ins Ruhrgebiet einwandernden polnischen Arbeitskräfte: „Scharfe Überwachung der Agitation und Vereinsthätigkeit, Fernhaltung nationalpolnischer Geistlicher, Beschränkung des Gebrauchs der polnischen Sprache in öffentlichen Versammlungen, ausschließlich deutsche Schulbildung, das werden die Mittel sein, mit denen das Polenthum im Westen der Monarchie […] der Germanisierung zugeführt wird.“ Von Studt propagierte die Germanisierung der polnischen Bevölkerung, damit den «minderwertigen, stets zu Exzessen geneigten» und «namentlich auch in dem weiblichen Teile mit bedenklichen Eigenschaften ausgestatteten Elementen» Besserung widerfahre und ihnen «die wirtschaftliche und sittliche Überlegenheit des Deutschtums in vollem Umfang zugutekommen kann».

## Ehrungen
- Roter Adlerorden IV. Klasse mit Schwertern (1866)
- Ehrendoktorwürden: Dr. iur. h. c., Dr. rer. pol. h. c., Dr.-Ing. E. h., Dr. phil. h. c.
- Kronen-Orden I. Klasse mit Brillanten (1898)
- Ehrenmitglied der Akademie der Wissenschaften zu Göttingen (1901)[6]
- Ehrenmitglied des Beethoven-Hauses in Bonn (1904)
- Ehrenbürgerwürde der Stadt Münster (1906)
- Schwarzer Adlerorden und damit Nobilitierung (8. Juli 1906)[7]
- Collane zum Schwarzen Adlerorden (1907)
- Ehrenmitglied des Corps Saxonia Bonn
- Ehrencorpsbursch des Corps Borussia Breslau
- Straßenbenennungen in Dortmund und Münster